# Nuortijärvi
Nuortijärvi är en sjö i Finland. Den ligger i kommunen Enare i landskapet Lappland, i den norra delen av landet, 1 100 km norr om huvudstaden Helsingfors. Nuortijärvi ligger 90,2 meter över havet. Arean är 1,02 kvadratkilometer och strandlinjen är 18,54 kilometer lång. Sjön  ingår i Neidenälvens huvudavrinningsområde. 